# Nicaraguanische Basketballnationalmannschaft
Die nicaraguanische Basketballnationalmannschaft der Herren vertritt Nicaragua bei Basketball-Länderspielen. Der nicaraguanische Verband trat zwar bereits 1959 der FIBA bei, doch die Herrennationalmannschaft konnte sich erst 2012 für die Basketball-Zentralamerikameisterschaft als mittelamerikanische Endrunde qualifizieren. Eine Qualifikation für eine kontinentale oder gar globale Endrunde gelang bislang nicht.

## Abschneiden bei internationalen Wettbewerben
| noch nie qualifiziert |  | noch nie qualifiziert |

### Zentralamerikanische Meisterschaften
| bis 2010 – nicht qualifiziert - 2012 – 10. Platz von 10 Teilnehmern |